# Erigone tenuimana
Erigone tenuimana Simon, 1884 è un ragno appartenente alla famiglia Linyphiidae.

## Distribuzione
La specie è stata rinvenuta in Europa

## Tassonomia
Non sono stati esaminati esemplari di questa specie dal 2009
Attualmente, a maggio 2014, non sono note sottospecie